# Église noire de Brașov
L’église noire de Brașov (en roumain Biserica Neagră, en allemand Schwarze Kirche) est la cathédrale de cette ville située au centre de la Roumanie, dans le sud-est de la Transylvanie. Elle fut construite par la communauté germanique qui appelait cette ville Kronstadt en français : « ville de la couronne », et demeure le principal monument de style gothique du pays, ainsi que le lieu de culte luthérien parmi les plus importants de la région. 

## Histoire
La structure originale était un édifice catholique romain connue sous le nom d’église Sainte-Marie. La construction gothique commença à la fin XIVe siècle en 1383,. En 1421, elle fut quasiment détruite par les Turcs peu avant la fin de sa construction. Après diverses modifications et interruptions, le chantier prit fin au XVe siècle en 1477,. Le culte catholique fut remplacé par le culte luthérien au moment de la Réforme protestante. La structure fut partiellement détruite lors de l’incendie allumé par les forces autrichiennes, le 21 avril 1689, durant la guerre contre les Ottomans. Après cet événement, la cathédrale devint donc l’Église noire. Une grande partie de la structure interne fut modifiée au cours du XVIIIe siècle, tranchant avec le style originel.

## Architecture
L'église noire est un grand édifice de 89 mètres de longueur. Elle se distingue par la hauteur égale de la nef centrale et des nefs latérales. Deux tours étaient originellement prévues mais une seule tour de 65 mètres fut bâtie.

## Illustrations

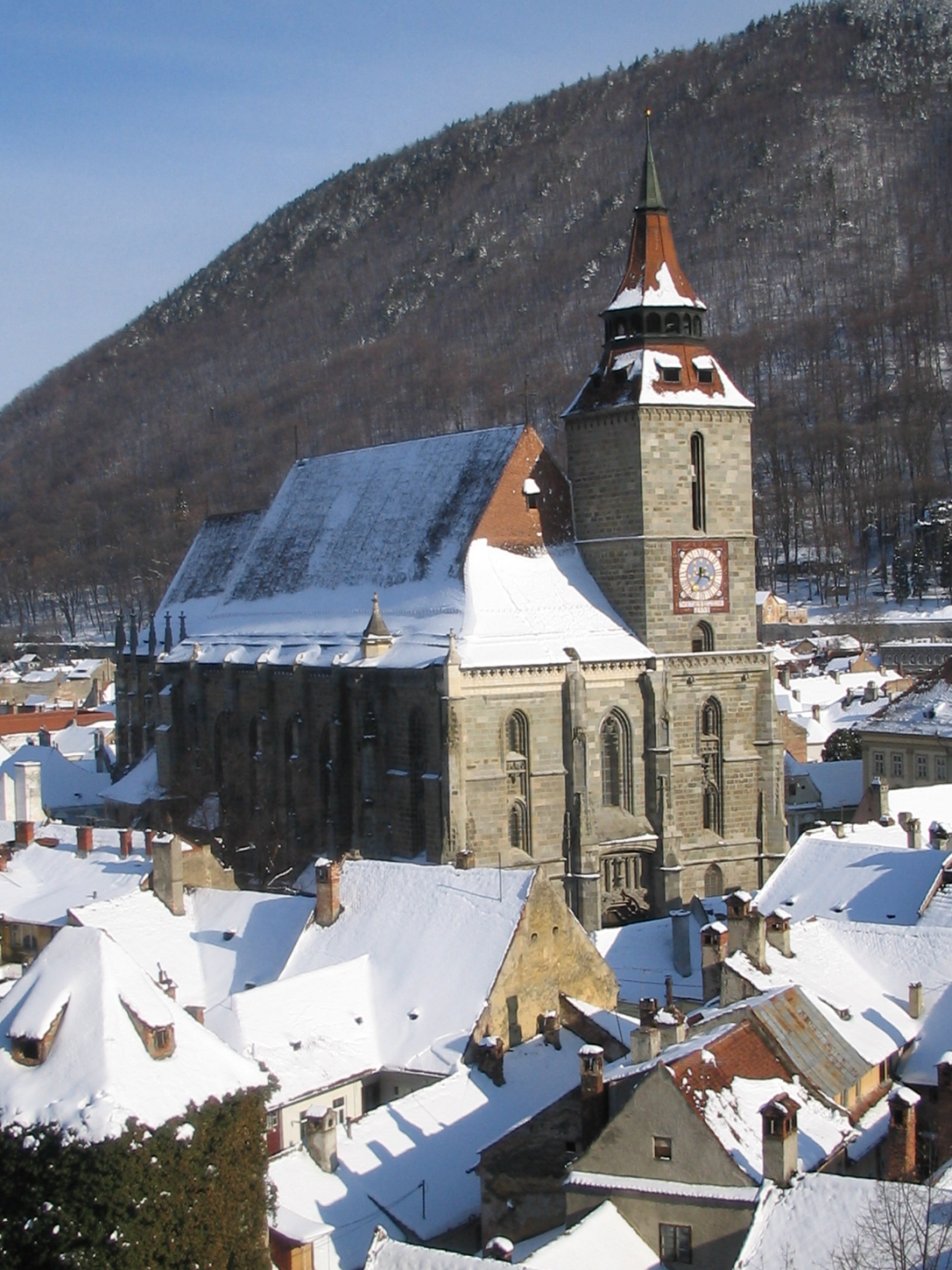
L'église noire en hiver.
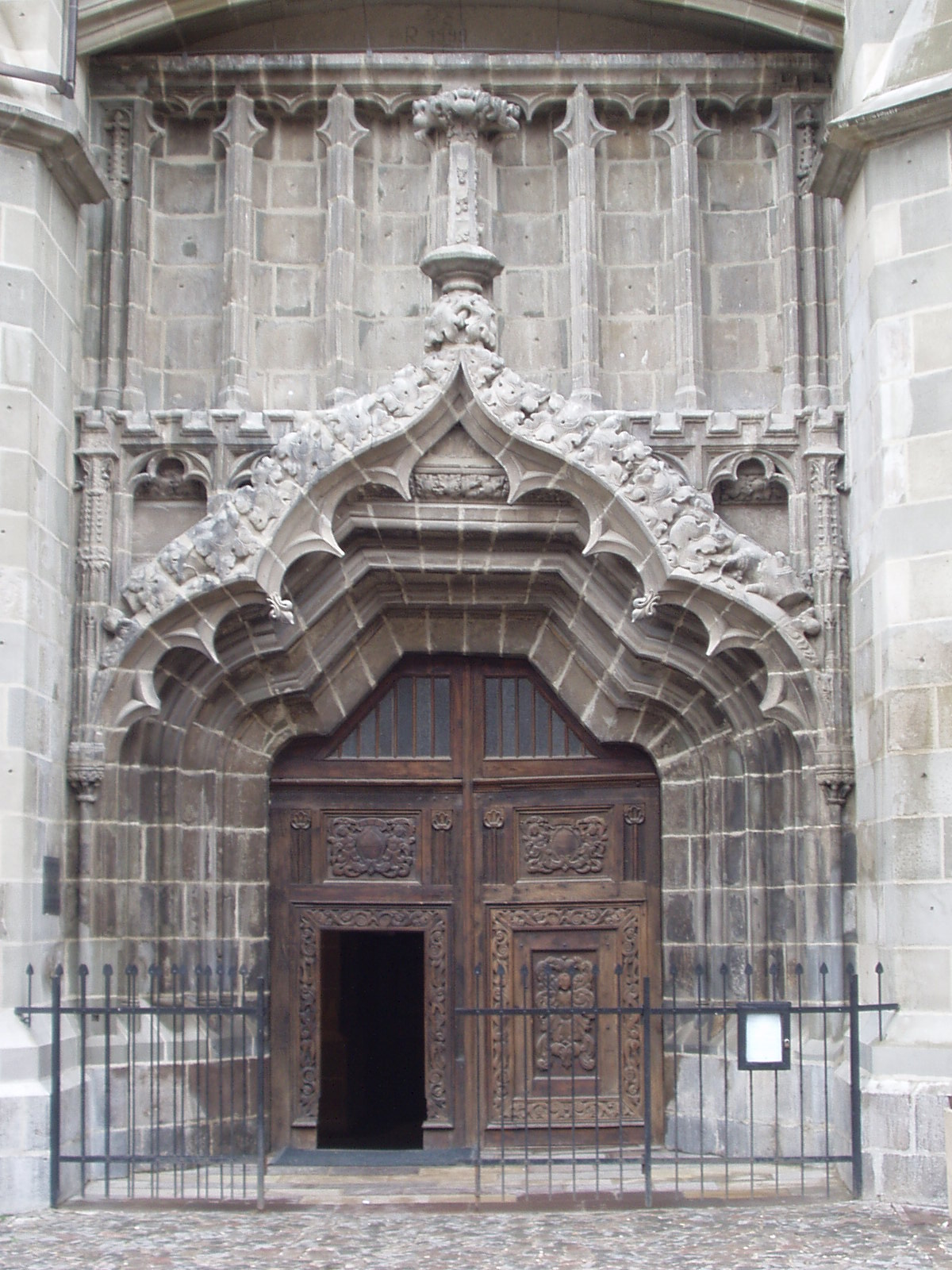
Entrée de l'église noire.
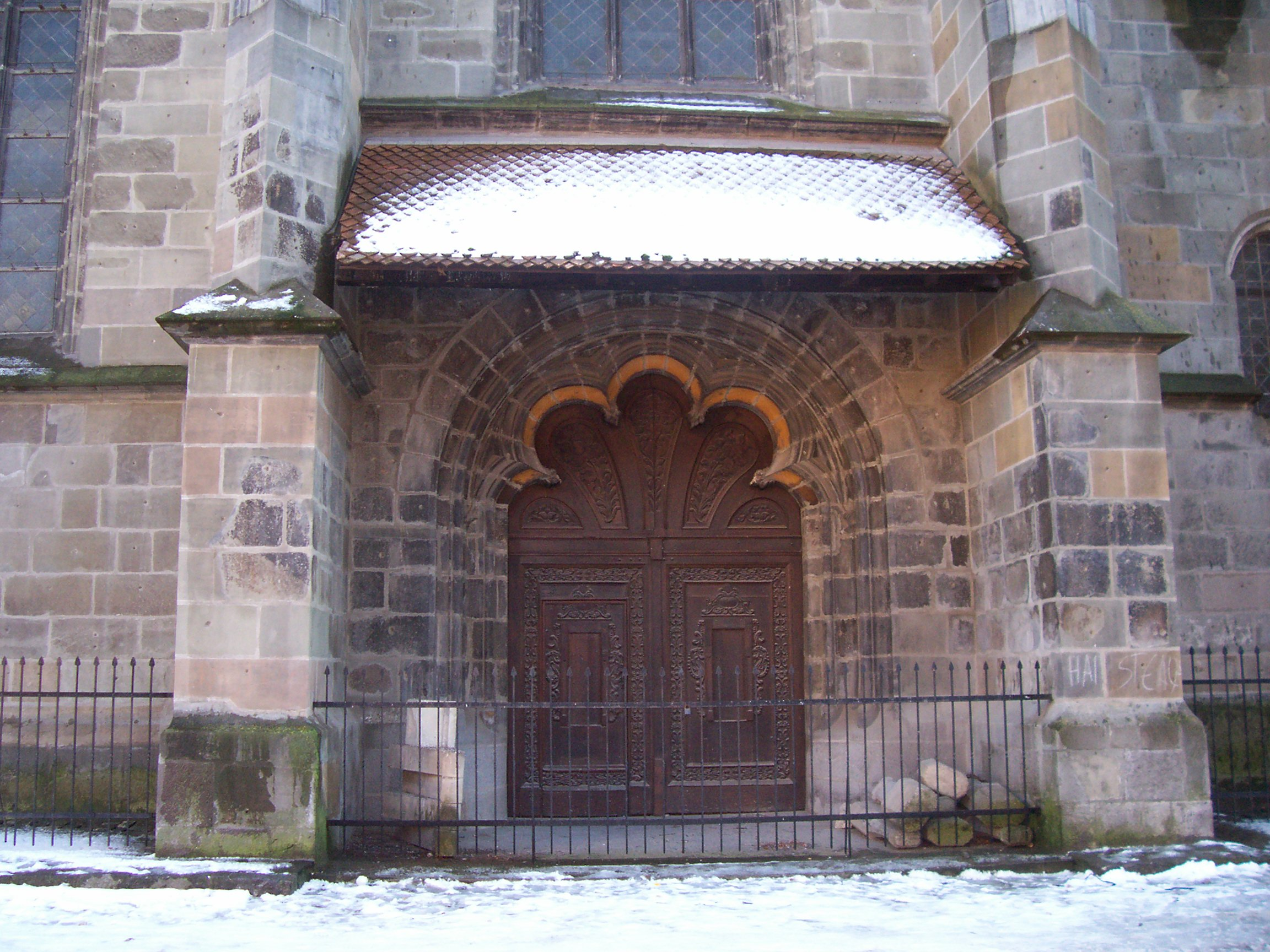
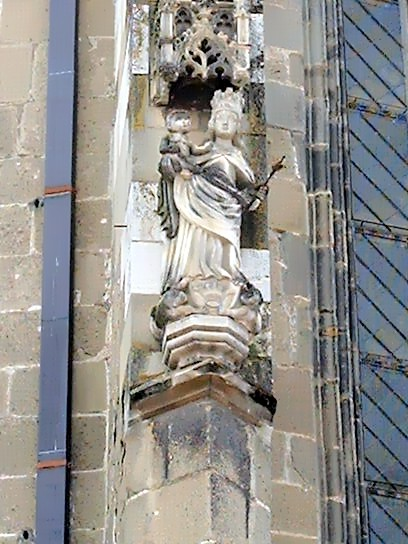
Sculpture représentant Marie et Jésus.
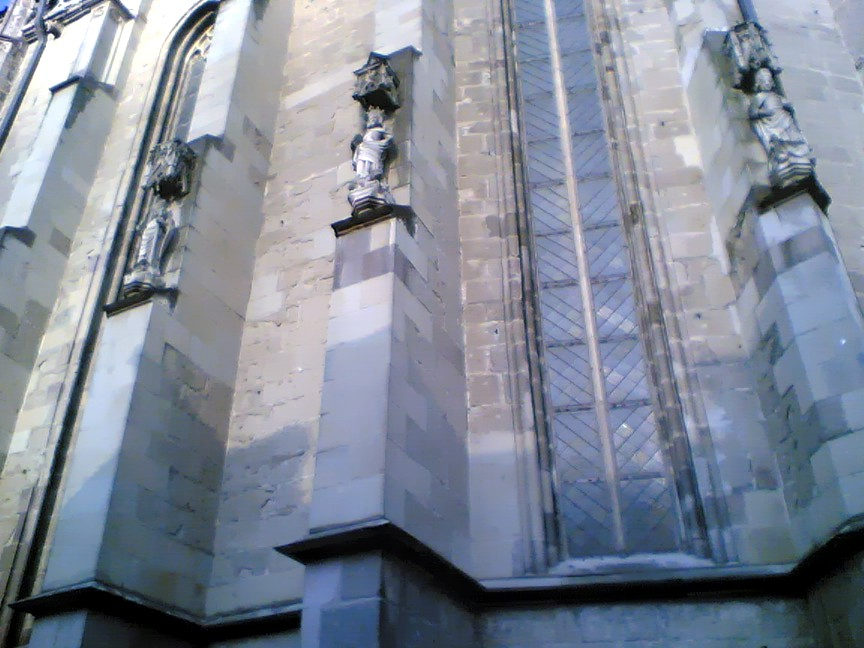
Contreforts.
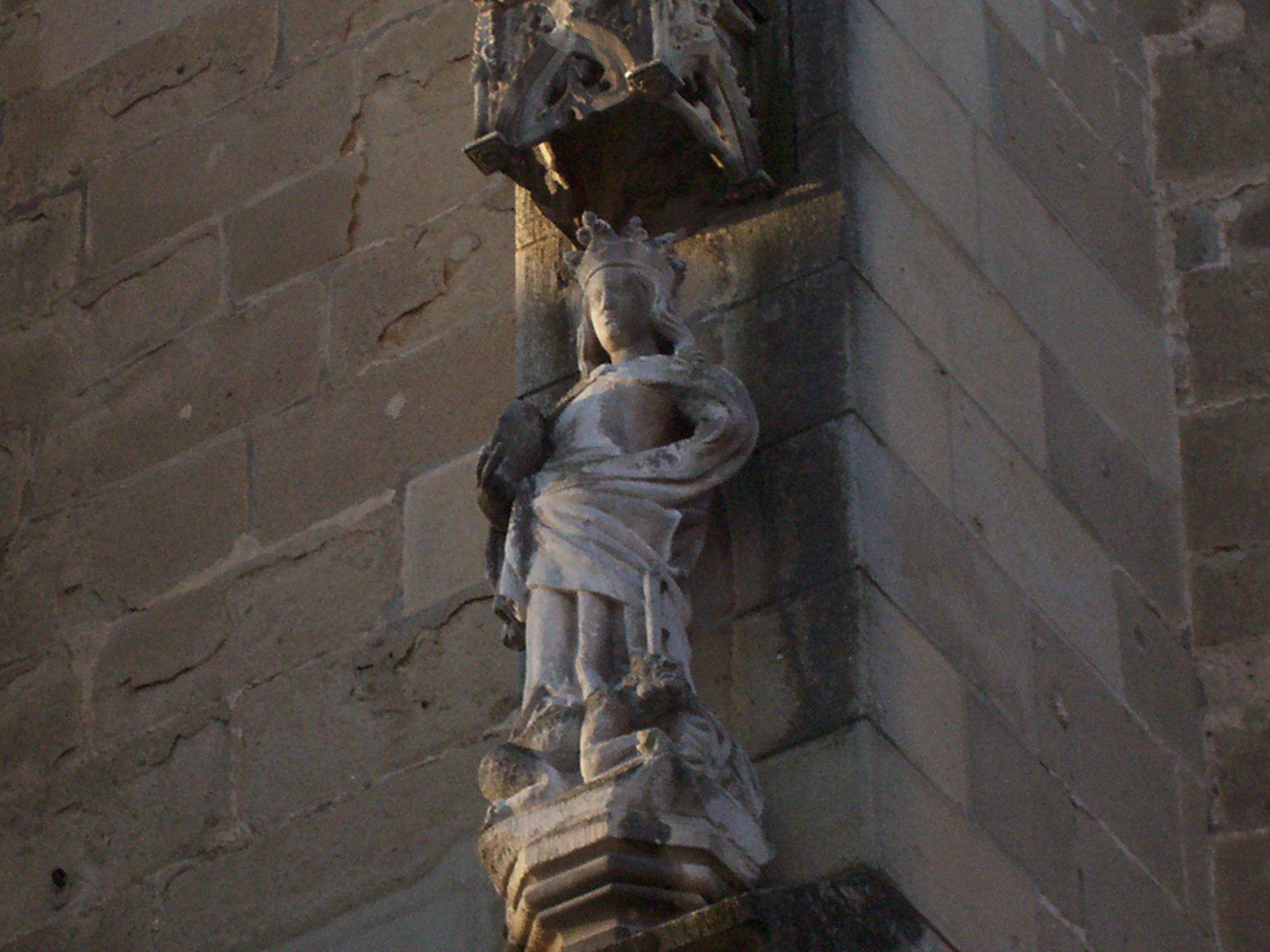
Sculpture.
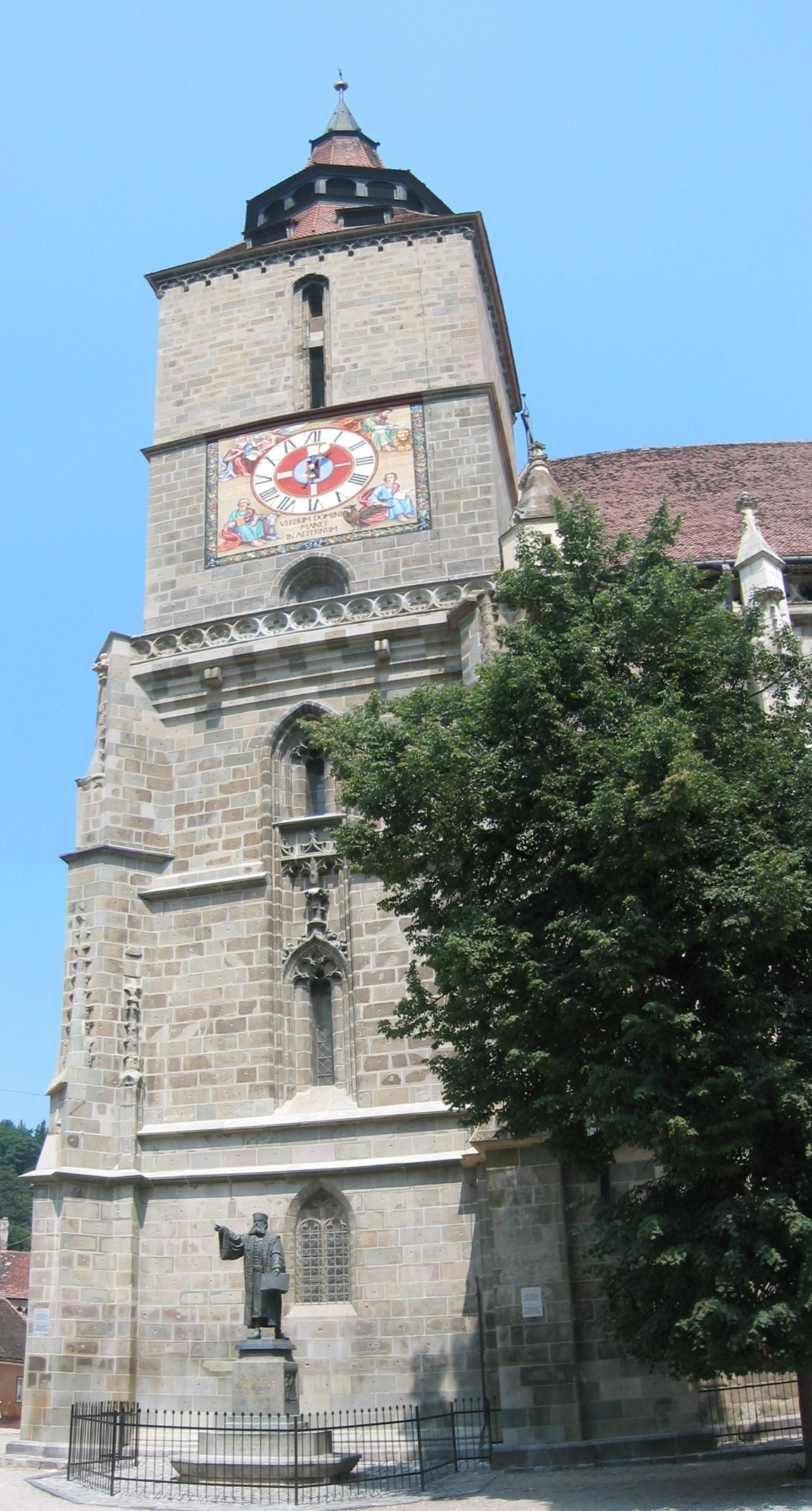
Vue de côté, avec une statue de Johannes Honterus de Harro Magnussen.
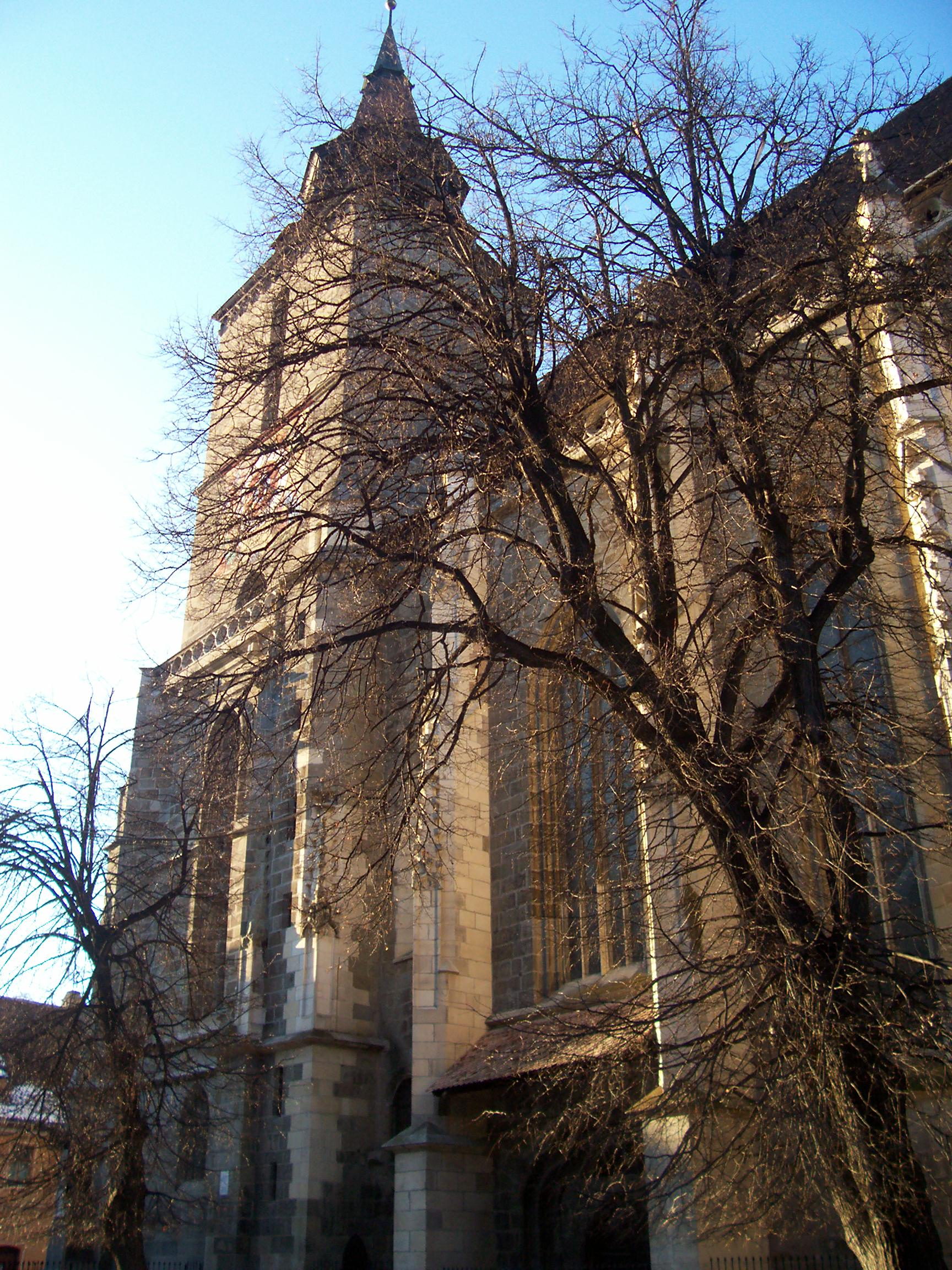
Vue de côté.
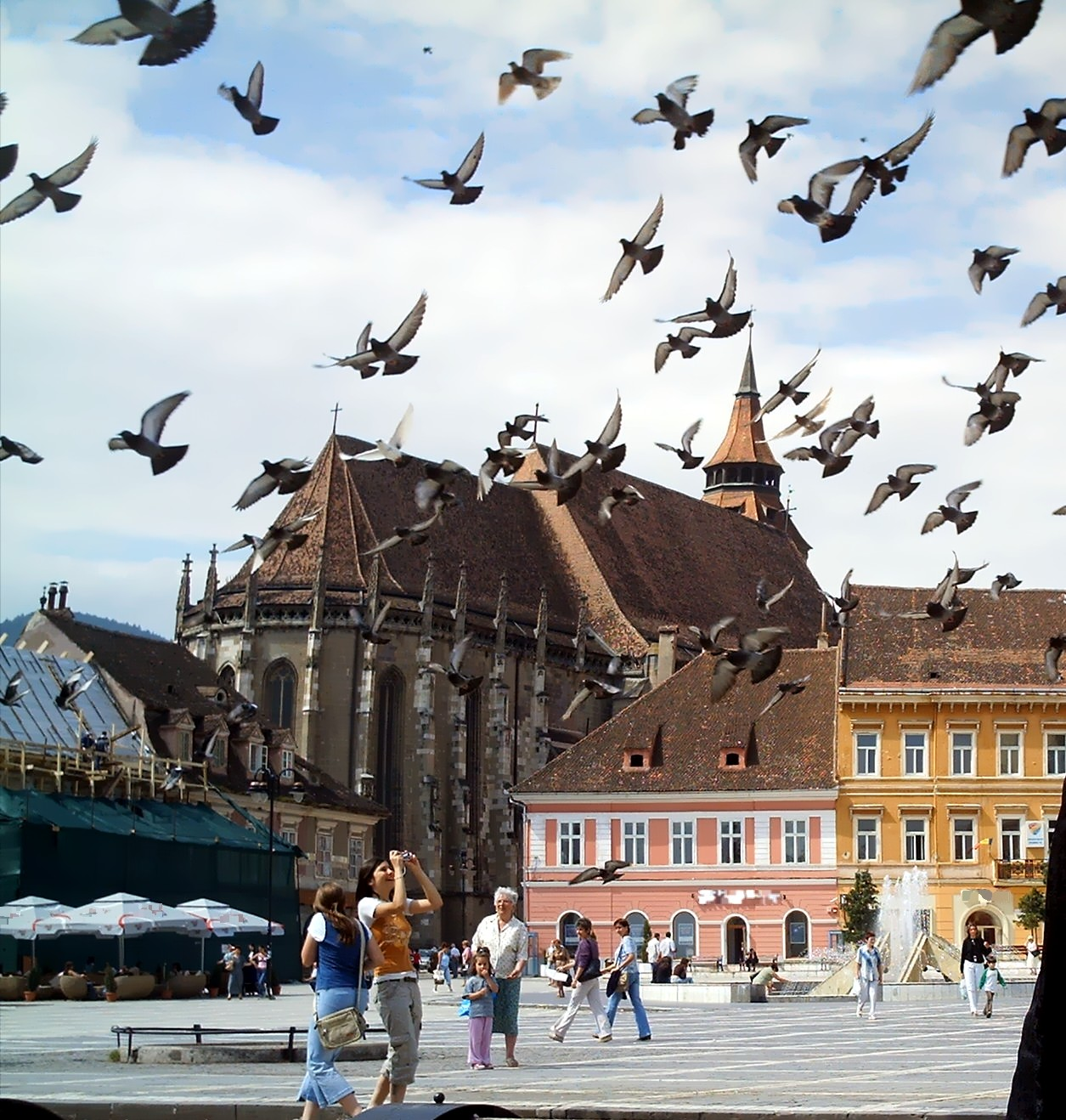
La cathédrale vue de la place du conseil (Piața Sfatului).
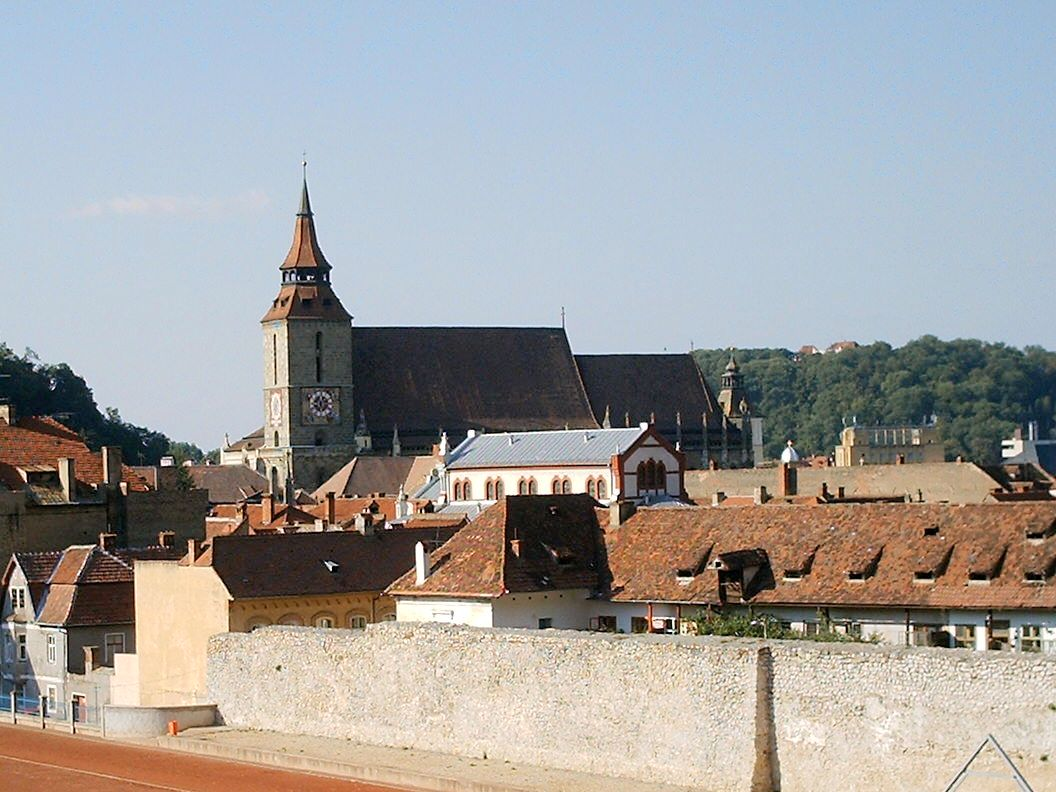
Vue de la cathédrale et ses environs.

## Sources
- L'Église noire
- L'église noire de Brasov
- Visite virtuelle de l’église noire [Flash]